# Brian Druker
Brian J. Druker (né en 1955) est un médecin et chercheur en cancérologie américain à l'Oregon Health & Science University (OHSU), dont l'action a été notamment décisive sur la mise eu point d'une thérapie particulièrement efficace contre des cancers, tels que la leucémie myéloïde chronique, par les laboratoires pharmaceutiques.

## Eléments biographiques
Né en 1955, il a obtenu un bachelor en chimie et un doctorat en médecine à l'université de Californie à San Diego. De 1981 à 1984, il réalise son internat et sa résidence en médecine interne à l’hôpital Barnes, Washington University School of Medicine, à Saint-Louis (Missouri). De 1984 à 1987, il a ensuite exercé au Dana–Farber Cancer Institute à la Harvard Medical School. 
Il a joué un rôle décisif à la fin des années 1990 dans la mise au point et le lancement du Glivec un médicament révolutionnaire contre certaines formes de leucémies.
Il devient directeur du Knight Cancer Institute de l'OHSU, et professeur de médecine, titulaire de la chaire JELD-WEN de recherche sur les leucémies.
Il reçoit en 2009 le Prix Albert-Lasker, puis en 2012, il reçoit le prix japonais.

## Récompenses et distinctions
- 2003 : Élu membre de l'Institute of Medicine of National Academies
- 2006 : Élu membre de l'American Association of Physician
- 2007 : Élu membre de la National Academy of Sciences
- 2009 : Meyenburg Prize
- 2009 : Prix Albert-Lasker
- 2012 : Prix japonais